# Мона Ліза і кривавий місяць
«Мо́на Лі́за і крива́вий мі́сяць» (англ. Mona Lisa and the Blood Moon) — американський фентезійний трилер 2021 року сценариста і режисера Ани Лілі Амірпур. У головних ролях у фільмі зіграли Кейт Гадсон, Чон Джон-со, Ед Скрейн, Еван Віттен і Крейг Робінсон.

## Сюжет
Мона «Ліза» Лі, дівчина з надзвичайними здібностями, має здатність контролювати людей за допомогою свого розуму. Після тривалого перебування у сутінковому стані, схожому на кому, використавши цю дивовижну навичку, вона втікає з психіатричної лікарні та намагається вижити у хаосі сучасного світу.
Опинившись на волі у Новому Орлеані, головна героїня пристосовується до життя і заводить нових знайомих, серед яких опиняються ді-джей Фазз, поліцейський Гарольд та стриптизерка Бонні. Вони бачать в особливих здібностях молодої кореянки кожен своє, але лише син Бонні Чарлі задається головним питанням: чого насправді хоче Мона Ліза…

## У головних ролях
- Кейт Гадсон — Бонні Белл
- Чон Джон-со[en] — Мона «Ліза» Лі
- Ед Скрейн — Фазз
- Еван Віттен — Чарлі Белл
- Крейг Робінсон — офіцер Гарольд

## Виробництво
У жовтні 2018 року було оголошено, що Кейт Гадсон, Крейг Робінсон, Альтоніо Джексон і Зак Ефрон приєдналися до акторського складу фільму, а сценарист і режисер — Ана Лілі Амірпур. Продюсером виступатиме Джон Лешер під власним банером Le Grisbi Productions. Продюсує фільм Black Bicycle Entertainment спільно з Wiip, Люк Роджерс буде виконавчим продюсером. У квітні 2019 року до акторського складу фільму приєдналася Чон Джон-со. У липні 2019 року було оголошено, що Ед Скрейн і Еван Віттен приєдналися до акторського складу фільму, а Скрейн замінив Ефрона.
Основні зйомки розпочалися в липні 2019 року .
Окрім оригінальної музики Даніеле Луппі, саундтрек стрічки містить кілька пісень Боттіна.

## Реліз
Світова прем’єра фільму відбулася на 78-му Венеційському міжнародному кінофестивалі 5 вересня 2021 року. У березні 2022 року компанія Saban Films придбала права на розповсюдження фільму. Стрічка надійшла у кінопрокат у США 30 вересня 2022 року.

## Відгуки
На веб-сайті агрегатора рецензій Rotten Tomatoes рейтинг схвалення фільму становить 74% на основі відгуків 61 критика із середньою глядацькою оцінкою 6,2/10. Консенсус критиків веб-сайту говорить: фільм «демонструє, що сценарист і режисер Ана Лілі Амірпур плете стильно похмуру — хоча й дещо недороблену — фантастичну пряжу».
Metacritic, який використовує середньозважену оцінку, поставив фільму 69 зі 100 балів на основі «загалом схвальних відгуків» 19 критиків.
Screen Rant оцінив фільм у 3,5 зірки з максимальних 5.